# Гранатовый суп
Гранатовый суп (перс. آش انار‎, аш-э анар; азерб. انار آشی, азерб. anar aşı; маз. اسپاش انار او, aspāsh enār oo; араб. شوربة رمان‎, shorbat rumman) — иранское блюдо, приготовленное из гранатового сока и семян, жёлтого колотого гороха (англ.), листьев мяты, специй и других ингредиентов. Он считается разновидностью аша, что в переводе с персидского означает «густой суп».